# 1806 dans le catholicisme
Chronologie du catholicisme
- 1802
- 1803
- 1804
- 1805
- 1806
- 1807
- 1808
- 1809
- 1810

Cet article présente les faits marquants de l'année 1806 dans le catholicisme.

## Naissances
- 6 janvier : Paul François Gaspard Lacuria, prêtre et écrivain ésotérique français († 3 mars 1890)
- 10 janvier : Camillo Di Pietro, cardinal italien de la Curie († 6 mars 1884)
- 21 janvier : William Quarter, prélat catholique irlando-américain, premier évêque de Chicago († 10 avril 1848)
- 2 février : Jean-Marie Le Joubioux, prêtre français, écrivain en breton vannetais († 3 mars 1888)
- 9 février : Teodolfo Mertel, cardinal italien de la Curie († 11 juillet 1899)
- 19 février : Johannes von Kuhn, prêtre et théologien allemand († 8 mai 1887)
- 26 février : Francesco Saverio Massimo, cardinal italien de la Curie († 11 janvier 1848)
- 1er mars : Auguste Marceau, officier français de marine, réputé pour sa foi († 1er février 1851)
- 7 mars : Joseph-Isidore Godelle, prélat et missionnaire français, vicaire apostolique de Pondichéry et évêque titulaire des Thermopyles (de) († 15 juillet 1867)
- 16 mars : Abraham Sébastien Crozes, prêtre français, fondateur des Sociétés ouvrières de Saint-François-Xavier († 25 octobre 1888)

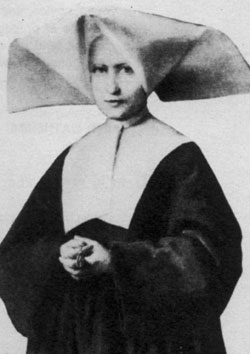
Ste Catherine Labouré

- 26 mars : Louis-Marie Caverot, cardinal français, archevêque de Lyon († 23 janvier 1887)
- 2 avril : Giacomo Antonelli, cardinal italien de la Curie, secrétaire d'État († 6 novembre 1876)
- 30 avril : Charles Théodore Colet, prélat français, archevêque de Tours († 27 novembre 1883)
- 2 mai: Sainte Catherine Labouré, religieuse française, voyante des apparitions de la rue du Bac († 31 décembre 1876)
- 7 mai : William Bernard Ullathorne, prélat britannique, évêque de Birmingham († 21 mars 1889)
- 15 mai : Gaetano Bedini, cardinal italien de la Curie († 6 septembre 1864)
- 21 mai : Joseph-David Déziel, prêtre canadien, fondateur de Lévis († 25 juin 1882)
- 7 juin : Domenico Consolini, cardinal italien de la Curie († 20 décembre 1884)
- 28 juillet : Philippe-Victor Didon, prêtre, écrivain et prédicateur français († juin 1839)
- 5 août : José Antônio Maria Ibiapina, avocat et homme politique puis prêtre brésilien († 19 février 1883)
- 17 août : Peter Richard Kenrick, prélat et missionnaire irlandais, premier archevêque de Saint-Louis († 4 mars 1896)
- 18 août : Louis-Savinien Dupuis, prêtre et missionnaire français, fondateur des Franciscaines du Cœur Immaculé de Marie, serviteur de Dieu († 4 juin 1874)
- 30 août : Jacques-Antoine-Claude-Marie Boudinet, prélat français, évêque d'Amiens († 1er avril 1873)
- 14 octobre : 
  - Josip Mihalović, cardinal croate, archevêque de Zagreb († 19 février 1891)
  - Maximilian Joseph von Tarnóczy, cardinal autrichien, archevêque de Salzbourg († 4 avril 1876)
- 16 octobre : Marie-Josephte Fitzbach, religieuse canadienne, fondatrice des Servantes du Cœur Immaculé de Marie, vénérable († 1er septembre 1885)
- 4 novembre : Samuel Mazzuchelli, prêtre dominicain et missionnaire italien, fondateur des Dominicaines de la congrégation du Saint Rosaire de Sinsinawa, vénérable († 23 février 1864)
- 16 novembre : Mariano Falcinelli Antoniacci, cardinal bénédictin italien, diplomate du Saint-Siège († 29 mai 1874)
- 21 novembre : Jean-Hippolyte Michon, prêtre, graphologue, orateur et écrivain français († 8 mai 1881)
- 27 novembre : Jean-François Allard, prélat français, missionnaire en Afrique, premier évêque de Durban († 26 septembre 1806)
- 3 décembre : Jacques Ginoulhiac, prélat français, archevêque de Lyon († 17 novembre 1875)
- 29 décembre : Bienheureuse Maria Adeodata Pisani, religieuse, abbesse et mystique italienne († 25 février 1855)
- Date précise inconnue : 
  - Joseph Dixon, prélat irlandais, archevêque d'Armagh († 29 avril 1866)
  - Angela Hughes, religieuse irlandaise († 5 septembre 1866)

## Décès
- Date précise inconnue : François de Gain de Montaignac, prélat réfractaire français, évêque de Tarbes (° 6 janvier 1744)